# Arkadij Aleksandrovič Plastov
Arkadij Aleksandrovič Plastov (Prislonicha, 31 gennaio 1893 – Prislonicha, 12 maggio 1972) è stato un pittore e incisore russo.

## Biografia
Plastov approfondì le sue conoscenze artistiche frequentando la Scuola di pittura, scultura e architettura di Mosca, dopo di che rientrò nel suo villaggio di campagna per ricominciare a svolgere attività agricole, dedicandosi contemporaneamente alla pittura.
Nel 1935 ottenne grandi consensi e successi grazie alla mostra di quadri di ambientazione rurale all'Esposizione degli artisti moscoviti.
Da quel momento venne considerato uno dei più autorevoli artisti di campagne colcosiane, grazie ad opere caratterizzate da un verismo molto peculiare, una grande espressività e colori molto vivaci.
La sua descrizione della campagna russa è considerata fra le più brillanti tra quelle della sua epoca, perché descrive anche le contraddizioni della vita rurale, nelle sue tradizioni antiche ma anche nella sua freschezza.
Tra le opere che presero un po' le distanze dalla tendenza autocelebrativa imposta dal regime sovietico, si possono ricordare Il raccolto (1945) e Fiera (1947).
Lo stesso stile Plastov evidenziò nelle sue decorazioni alle opere letterarie dei più grandi scrittori russi, sia libri classici sia libri per ragazzi.

## Opere
- Il raccolto (1945);
- Fiera (1947).